# Камышатка
Камышатка (укр. Комишатка) — село на Украине, находится в Шахтёрском районе Донецкой области Под контролем самопровозглашённой Донецкой Народной Республики.

## География
Село расположено на реке под названием Булавин.

#### Соседние населённые пункты по странам света
С: Булавино, Савелевка
СЗ: —
СВ: Ильинка (выше по течению Булавина)
З: Булавинское (примыкает), Прибрежное (оба ниже по течению Булавина)
В: Ольховатка (примыкает; выше по течению Булавина)
ЮВ: —
ЮЗ: Славное
Ю: Малоорловка

## Население
Население по переписи 2001 года составляло 505 человек.

## Общие сведения
Код КОАТУУ — 1425284502. Почтовый индекс — 86223. Телефонный код — 806250.

## Адрес местного совета
86222, Донецкая область, Шахтёрский р-н, с. Малоорловка, ул. Широкая, 112, тел. 69-5-42.